# Колейный механизированный мост
Колейный механизированный мост (КММ) — изделие (комплект), для временного механизированного сооружения, предназначенное для переправы колесных и гусеничных транспортных средств весом до 15 тонн через препятствия шириной до 35 метров и глубиной до трёх метров.

## История
Комплект КММ на шасси ЗИЛ-157Е, был разработан, в 1959 году, на Калининградском заводе «Стройдормаш» для замены комплекта моста образца 1957 года на шасси ЗИС-151 (ЗИС-151А) и после завершения испытаний принят на вооружение инженерных войск Вооруженных Сил СССР.
Комплект КММ предназначен для наведения колейного металлического моста на жёстких опорах грузоподъёмностью 15 тонн через водные (реки, каналы и тому подобное) и сухие (овраги, рвы и тому подобно) преграды шириной до 35 метров и глубиной до трёх метров. После наведения мост представляет собой пять одинаковых металлических строений — пролётов, каждое из которых имеет длину 7 метров. Время на наводку пятипролётного моста 45 — 60 минут. КММ стоял на вооружении отдельного инженерно-сапёрного батальона мотострелковой (стрелковой) дивизии ВС Союза ССР. 

## Техническое описание
В комплект КММ входит пять мостоукладчиков. Мостоукладчик состоит из автомобиля ЗИЛ-157Е (ранее ЗИС-151 (ЗИС-151А)), на котором установлены:
- подъемная рама;
- задняя и передняя опоры;
- механизм подъёма рамы;
- тросовый механизм;
- два аутригера;
- дополнительные электроприборы;
- вспомогательное оборудование.

Мостовой блок включает:
- пролётное строение;
- опору;
- продольные растяжки;
- въездные щиты;
- анкерные щиты.

### Технические характеристики

#### Мостовой блок
Пролётное строение:
- длина пролёта — 7000 мм;
- ширина в линии моста — 2950 мм;
- ширина колеи — 1075 мм;
- ширина межколейного просвета — 800 мм;
- настил — из досок толщиной 3 мм;
- вес — 1420 кг.

Опора:
- тип — рамная с подвижным ригелем;
- пределы изменения по высоте — от 1000 до 3000 мм;
- шаг изменения по высоте — 50 мм;
- ширина по осям стоек в линии моста — 3950 мм;
- вес — 445 кг.

Въездные щиты:
- тип — коробчатые, сварные;
- крепление к колеям — штырями;
- крепление на грунте — анкерными кольями;
- вес — 37 кг.

#### Мостоукладчик
Расчёт: три человека, включает командира отделения, водителя-мостовика, мостовика.
Вес:
- без мостового блока — 6900 кг;
- с мостовым блоком — 8790 кг.

Габаритные размеры с мостовым блоком:
- длина — 8300 мм;
- ширина — 2464 мм;
- высота — 3265 мм.

Запас хода по топливу — 500 км. Скорость по грунтовым дорогам находилась в пределах 30 — 35 км/ч, максимальная — 65 км/ч. 